# Pomme de Terre River (Minnesota)
Der Pomme de Terre River ist ein 170 Kilometer langer Zufluss des Minnesota River im Westen des US-Bundesstaates Minnesota. Über den Minnesota River ist er Teil des Einzugsgebietes des Mississippi River. Der Fluss entwässert ein Gebiet von 2.266 km² in einer landwirtschaftlich geprägten Region. Die Quellregion des Pomme de Terre River ist am nördlichsten Punkt des Einzugsgebietes des Minnesota Rivers.
Pomme de terre ist der französische Ausdruck für Kartoffel; der Fluss war durch frühe französische Siedler nach der den Kartoffeln ähnlichen Wurzelgemüseart Prärie-Rübe (Psoralea esculenta) benannt worden, die von den dort lebenden Sioux gegessen wurde.
Der Pomme de Terre River entspringt dem Stalker Lake im Tordenskjold Township, etwa fünf Kilometer nordöstlich von Dalton im südlichen Otter Tail County und fließt zumeist nach Süden durch den Osten der Countys Grant und Stevens, sowie den Westen des Swift County. Er durchfließt dabei die Städte Barrett, Morris und Appleton. Er mündet in den Marsh Lake des Minnesota Rivers, etwa sechs Kilometer südwestlich von Appleton. Der Marsh Lake wurde ursprünglich durch das Flussdelta des Pomme de Terres gebildet und wird nun durch einen von Menschenhand geschaffenen Staudamm unterhalten.
An seinem Oberlauf durchfließt der Fluss eine Landschaft, die von Moränen und zahlreiche Seen geprägt ist, zwischen Wäldern und Wiesen. Seine Marschen umstreichen die Nachbarschaft, wenn der Fluss durch Seen fließt. Die größten Seen auf seinem Lauf sind der Ten Mile Lake im Otter Tail County; Pomme de Terre and Barrett Lakes im Grant County und Perkins Lake im Stevens County. Der Wasserspiegel verschiedener Seen, die der Fluss durchfließt, werden durch kleiner Staudämme gesteuert. Flussabwärts von Morris durchfließt der Fluss Geschiebemergel, den er erodiert und deswegen eine größere Trübung erhält. Nach Angaben der Minnesota Pollution Control Agency wird etwa 81 % des Einzugsgebietes des Pomme de Terre Rivers landwirtschaftlich genutzt und die Hälfte davon dient dem Anbau von Mais und Sojabohnen und 43 % davon dienen der Ernte von Heu und verschiedenen Getreidearten.
Der United States Geological Survey betreibt in Appleton einen Pegel, etwa 13 km von der Mündung entfernt. Die jährliche Abflussmenge betrug im Durchschnitt zwischen 1931 und 2005 vier Kubikmeter/Sekunde. Die höchste Verzeichnete Abflussmenge war am 7. April 1997 (infolge eines Dammbruches) 252 m³/s; kein Wasser floss in verschiedenen Jahren an einigen Tagen ab.